# Llucmajor (metropolitana di Barcellona)
Llucmajor è una stazione della linea 4 della metropolitana di Barcellona. La stazione è situata sotto il Paseo de Verdum nel distretto di Nou Barris di Barcellona.
La stazione fu inaugurata nel 1982, il suo nome deriva dall'omonimo comune sull'isola di Maiorca